# Eueides aliphera
Eueides aliphera is een vlinder uit de familie van de Nymphalidae. De wetenschappelijke naam van de soort werd in 1819 als Cethosia aliphera gepubliceerd door Jean-Baptiste Godart. De spanwijdte is ongeveer 55 millimeter.

## Verspreiding
De soort komt voor in Midden-Amerika, Zuid-Amerika en in de Caraïben.

## Habitat
Eueides aliphera leeft in open plekken in het bos. In de Andes kunnen de dieren tot 1400 meter boven zeeniveau worden aangetroffen. Volwassen dieren brengen de nacht op 2 tot 10 meter hoogte door onder bladeren.

## Waardplanten
De rupsen voeden zich voornamelijk op planten van de Passiebloem-ondergeslachten Distephana en Plectostemma. In Costa Rica is vastgesteld dat de rupsen op Passiflora oerstedi, Passiflora vitifolia en Passiflora auriculatta (Passifloraceae) leven.

## Ondersoorten
- Eueides aliphera aliphera – wijd verspreid in Zuid-Amerika
- Eueides aliphera cyllenella Seitz 1912 – Brazilië??
- Eueides aliphera gracilis Stichel 1913 – Midden-Amerika